# Pinus morrisonicola
Pinus morrisonicola ist ein großer, immergrüner Nadelbaum aus der Gattung der Kiefern (Pinus) mit zu fünft wachsenden meist 4 bis 9 Zentimeter langen Nadeln. Die Samenzapfen erreichen eine Länge von 6 bis 11 Zentimetern. Das natürliche Verbreitungsgebiet liegt auf Taiwan. Die Art wird in der Roten Liste der IUCN als gering gefährdet eingestuft. Pinus morrisonicola ist im Westen nur wenig bekannt, wird in China jedoch häufig als Zierbaum oder für Bonsais verwendet.

## Beschreibung

### Erscheinungsbild
Pinus morrisonicola wächst als immergrüner, 30 bis 35 Meter hoher Baum. Der Stamm ist meist gerade und säulenartig und erreicht einen Brusthöhendurchmesser von bis zu 1,5 Metern. Die Stammborke ist grau bis dunkel grau. Die Stammborke junger Bäume und des oberen Teils des Stammes ist glatt. Ältere Bäume haben im unteren Bereich des Stammes eine raue und schuppige Borke, die sich in dünnen Platten vom Stamm löst. Die Äste junger Bäume wachsen wirtelig, bei älteren Bäumen sind sie ausgebreitet und aufsteigend, wobei der Stamm im oberen Bereich gegabelt sein kann. Die Krone ist konisch oder gerundet, an exponierten Lagen auch flach und offen. Benadelte Zweige sind dünn. Junge Triebe sind rötlich braun, verlieren die Behaarung später, wobei in Rillen eine Restbehaarung erhalten bleiben kann.

### Knospen und Nadeln
Die vegetativen Knospen sind klein, eiförmig, blass braun und nicht harzig. Die Nadeln wachsen zu fünft in einer früh in dünnen Schuppen abfallenden Nadelscheide. Die Nadeln sind grün, dünn und biegsam, leicht gebogen und etwas verdreht, meist 4 bis 9 Zentimeter lang, im Querschnitt dreieckig und 0,6 bis 1 Millimeter breit. Dar Nadelrand ist sehr fein gesägt, das Ende spitz. Die beiden adaxialen Seiten tragen deutlich sichtbare, weiße Spaltöffnungsbänder. Es werden zwei Harzkanäle gebildet. Die Nadeln bleiben drei bis vier Jahre am Baum.

### Zapfen und Samen

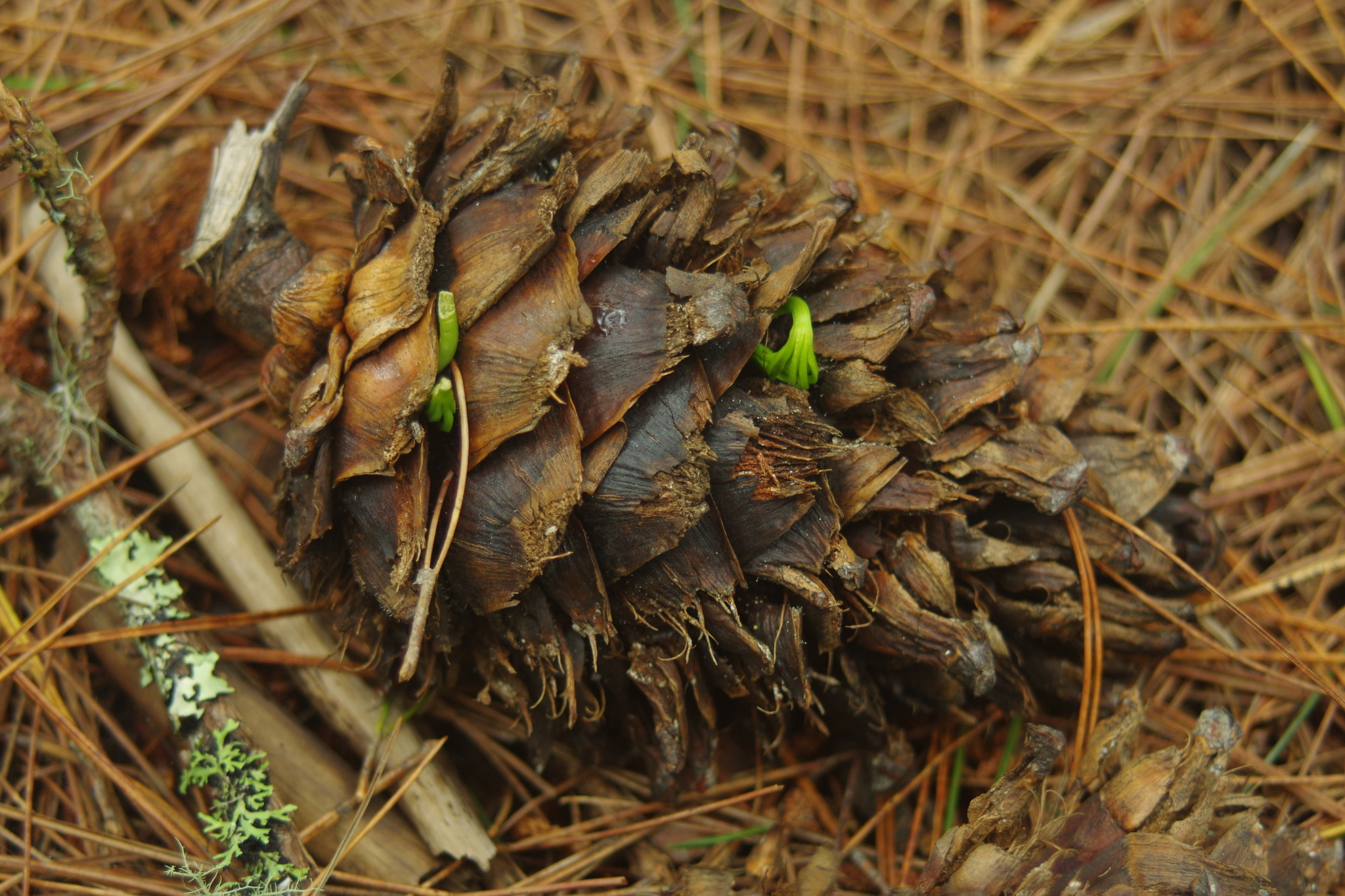
Zapfen

Die Pollenzapfen wachsen spiralig angeordnet in kleinen Gruppen an der Basis junger Triebe. Sie sind eiförmig-länglich bis zylindrisch, 1,5 bis 2,5 Zentimeter lang, anfangs gelb und später hellbraun.
Die Samenzapfen wachsen in Wirteln zu dritt oder viert auf kurzen, 0,5 bis 1 Zentimeter langen, kräftigen, gebogenen Stielen, anfangs aufgerichtet und später hängend. Sie sind grün oder glauk, sehr harzig, geschlossen eiförmig-ellipsoid bis schmal eiförmig-ellipsoid und 6 bis 11 Zentimeter lang. Mit geöffnet Samenschuppen haben sie Durchmesser von 5 bis 6 Zentimeter und sind dann mehr eiförmig. Die Samenschuppen sind dünn holzig und etwas biegsam, 3 bis 3,5 Zentimeter lang und 1,5 bis 2 Zentimeter breit, länglich eiförmig mit keilförmiger Basis und gerundeter Spitze. Die nahe der Zapfenbasis stehenden Schuppen sind kleiner und meist zurückgebogen, die größeren Samenschuppen stehen gerade. Die Apophyse ist im Umriss rhombisch, in der Mitte verdickt, längsseits gerillt und braun, bei reifen Zapfen glänzend. Der Umbo liegt terminal. Er ist stumpf und leicht aufgebogen.
Die Samen sind ellipsoid-eiförmig oder schmal eiförmig, 7 bis 10 Millimeter lang und 5 bis 6 Millimeter breit. Der Samenflügel ist hellbraun, 15 bis 20 Millimeter lang und 5 bis 8 Millimeter breit.

## Verbreitung, Ökologie und Gefährdung
Das natürliche Verbreitungsgebiet von Pinus morrisonicola liegt auf Taiwan. Dort wächst die Art in den Bergen auf felsigen Höhenrücken in Höhen zwischen 300 und 2300 Metern. Man findet sie auch in gestörten Waldgebieten ohne Baumkronendach, beispielsweise nach einem Felssturz, wo sie einige Zeit mit Laubbäumen konkurrieren kann, solange bis sich das Baumkronendach wieder schließt. Das Verbreitungsgebiet wird der Winterhärtezone 8 zugerechnet mit mittleren jährlichen Minimaltemperaturen zwischen −12,2 und −6,7 °C (10 bis 20 °F).
In der Roten Liste der IUCN wird Pinus morrisonicola als gering gefährdet („Near Threatened“) eingestuft. Die Bestände bedecken etwa 800 Quadratkilometer in mehr als zehn unterschiedlichen Populationen in einem Gebiet von insgesamt etwa 7000 Quadratkilometern. Durch die Umwandlung der ursprünglichen Wälder in landwirtschaftliche Flächen gab es einen Rückgang der Bestände, dessen Umfang jedoch unbekannt ist. Die Bestände sind nicht stark fragmentiert und es gibt auch keine Anzeichen für einen weiteren Rückgang des Verbreitungsgebiets. Hauptbedrohung für die Art stellt die Umwandlung von Waldgebieten in niedrigen Lagen dar, beispielsweise zur Errichtung von Plantagen mit Sicheltannen (Cryptomeria japonica). Einige Bestände wachsen in geschützten Gebieten.

## Systematik und Forschungsgeschichte
Pinus morrisonicola ist eine Art aus der Gattung der Kiefern (Pinus), in der sie der Untergattung Strobus, Sektion Quinquefoliae, Untersektion Strobus zugeordnet ist. Die Art wurde erst 1908 von Hayata Bunzō in der Zeitschrift The Gardeners' Chronicle, ser. 3, Band 43, Seite 194 erstbeschrieben. Der Gattungsname Pinus wurde schon von den Römern für mehrere Kiefernarten verwendet. Das Artepitheton morrisonicola bedeutet so viel wie „wächst am Mount Morrison“, dem höchsten Berg von Taiwan, der heute als Yushan bekannt ist.
Pinus morrisonicola ist nahe mit der Mädchen-Kiefer (Pinus parviflora) verwandt, von der sie sich jedoch durch die längeren Nadeln und die größeren Samenzapfen unterscheidet. Aufgrund der Ähnlichkeit wird sie auch nur als Varietät Pinus parviflora var. morrisonicola  (Hayata) C.L.Wu der Art Pinus parviflora zugeordnet. Weitere Synonyme sind Pinus formosana Hayata, Pinus hayatana Businský und Pinus uyematsui Hayata.

## Verwendung
Pinus morrisonicola wird in geringem Ausmaß lokal als Holzlieferant genutzt, wobei die Qualität des Holzes dem anderer ostasiatischer Strobus-Arten wie der Mädchen-Kiefer (Pinus parviflora) entspricht. Man findet sie im Westen selten in Gärten, doch wird sie in China häufiger als Zierbaum verwendet und auch als Bonsai gepflanzt.